# NGC 3446
NGC 3446 ist ein offener Sternhaufen im Sternbild Segel des Schiffs und hat eine Winkelausdehnung von 6,5'. Er wurde am 15. März 1836 von John Herschel entdeckt.